# Little Braxted
Little Braxted – wieś i civil parish w Anglii, w Esseksie, w dystrykcie Maldon. W 2011 roku civil parish liczyła 170 mieszkańców. Little Braxted jest wspomniana w Domesday Book (1086) jako Brac(c)hesteda.